# Волков Володимир Іванович (лікар)
Володимир Іванович Во́лков (03 жовтня 1937 року, с. Коноплино, Рязанська область, РРФСР, СРСР — 30 листопада 2024 року, Харків, Україна) — український лікар, терапевт, кардіолог, фахівець в галузі ішемічної хвороби серця (ІХС) , атеросклерозу і порушень обміну ліпідів. Доктор медичних наук (1989), професор (1994). Представник наукової терапевтичної школи академіка Любові Трохимівни Малої, відомий науковець ДУ «Національний інститут терапії імені Л. Т. Малої НАМН України»

## Життєпис
Закінчив Ленінградський педіатричний медичний інститут (1962). Трудову діяльність розпочав у цьому ж році на посаді лікаря-терапевта районної лікарні с. Короча Бєлгородської області. У 1966 р. В. І. Волков вступив до клінічної ординатури на кафедрі госпітальної терапії Харківського медичного інституту. З цього моменту наукова діяльність В. І. Волкова пов'язана  з ім'ям видатного вченого — академіка Л. Т. Малої. У 1972 р. він успішно захищає кандидатську дисертацію, залишається працювати на кафедрі асистентом. Монографія «Ишемическая болезнь сердца у молодых» (1978) за авторства Л. Т. Малої і В. І. Волкова отримала високу оцінку
Великий клінічний досвід як кардіолога, так і терапевта поповнився під час роботи В. І. Волкова в Нігерії у 1977—1980 рр.
В 1983 році за дорученням в академіка Л. Т. Малої Володимир Іванович очолив відділ атеросклерозу та його ускладнень Національного інституту терапії ім. Л. Т. Малої НАМН України (на той час філії Інституту кардіології ім. акад. М. Д. Стражеска), а з 1986 року — відділ атеросклерозу та ІХС, який він очолював до 2014 року. В Установі В. І. Волков працював до 2019 року.
У 1989 р. В. І. Волков успішно захистив докторську дисертацію «Патогенетичне та терапевтичне значення гуморальних та клітинних факторів атерогенезу при ішемічній хворобі серця», 1994 р. йому було надано вчене звання професора.
Науково-практична діяльність В. І. Волкова і  колективу відділу пов'язана з найактуальнішими проблемами сучасної кардіології — діагностикою, лікуванням та профілактикою атеросклерозу та ішемічної хвороби серця (ІХС).
Був членом президії робочої групи з атеросклерозу та ішемічної хвороби серця Асоціації кардіологів України, членом Європейського товариства кардіологів, входив до складу редколегій кількох спеціалізованих медичних журналів України.
Талант допитливого вченого, лікаря, педагога природно поєднувався з блискучими організаторськими здібностями, активною громадською та науковою позицією, небайдужістю до проблем колег і хворих. Його ім'я стало символом професіоналізму, самовідданості й людяності не тільки в Україні, а й за її межами.
В. І. Волков постійно читав лекції для лікарів практичної охорони здоров'я, неодноразово виступав та головував на «Днях терапевта» Харківського медичного товариства, консультував складних хворих
Автор понад 300 наукових праць, в тому числі 3 монографій, 14 методичних рекомендацій, 30 авторських свідоцтві і патентів.
Під  його керівництвом виконано 24 кандидатських і 4 докторських дисертації.
Автор спогадів про свого вчителя академіка Малу Любов Трохимівну серед її інших учнів.
Володимир Іванович пішов з життя 30 листопада 2024 року, похований на 17 кладовищі м. Харкова.

## Наукові інтереси
- вивчення ролі ендотелійзалежних, імунозапальних і тромбоцитарних механізмів прогресування атеросклерозу, розробка на цій основі сучасних методів лікування ІХС та її ускладнень.
- дослідження ролі функціонального стану ендотелію у виникненні атеросклеротичного ураження, формування поняття щодо ендотеліальної дисфункції, визначення активності тромбоцитарного гемостазу в прогресуванні атеросклерозу коронарних артерій.
- вивчення ролі вазоактивних речовин (оксиду азоту, ендотеліну, ейкозаноїдів, медіаторів адгезії тромбоцитів і ін.) в механізмах атерогенезу.
- дослідження взаємозв'язків морфофункціональних властивостей тромбоцитів з дисліпідемією і гострофазовими показниками при різних клінічних формах ІХС
- розробка нового способу оцінки чутливості до ацетилсаліцилової кислоти і диференційованих підходів до призначення антитромбоцитарної на його підставі.

Вперше в Україні під керівництвом В. І. Волкова було проведено аналіз впливу поліморфізму генів на активність тромбоцитарного гемостазу.
В останні роки В. І. Волков основну увагу приділяв дослідженням патогенетичних особливостей ішемічної хвороби серця при цукровому діабеті 2-го типу, а також питанням гендерної кардіології.

## Основні наукові праці
- Малая Л. Т., Волков В. И. Ишемическая болезнь сердца у молодых.— Киев — Здоровья — 1980.— 456с, .ил.
- Неотложная помощь в кардиологии / Л. Т. Малая, В. И. Волков, С. Н. Коваль, Ю. М. Васильев, Б. Е. Волос, Я. В. Дыкун, Н. П. Копица, В. И. Молодан, А. И. Цыганков.— К. : Здоров'я, 1999.— 319 c.
- Волков В. И., Запровальная О. Е., Ладный А. И.  Коррекция тромботических нарушений при ишемической болезни сердца.— Киев: Книга плюс,2001.— 112 с.
- Неотложные состояния в практике врача-терапевта: справочник врача / [Фадеенко Г. Д., Гриднев А. Е., Топчий И. И.,  Копица Н. П.,  Коваль С. Н.,   Волков В. И.,   Рудык Ю. С.,   Ефимов В. В.,   Овчаренко Л. И.], под   ред. О. Я. — «Доктор-Медиа»,2009 — 330 с.
- Волков В. И.,Строна В. И.   Заболевания сердечно-сосудистой системы у женщин / Под ред.проф. О. Я. Бабака.— Киев: «Четверта хвиля»,2011.— 480 с.
- Волков  В. И., Исаева А. С., Бондарь Т. Н., Вовченко М. Н. Качество жизни у пациенток с ишемической болезнью сердца и без нее в периоде перименопаузы // Международный эндокринологический журнал. — 2012.- № 5.- С.18-22.
- Волков В. И., Рябуха В. В. Возможности антитромбоцитарной терапии у больных ишемической болезнью сердца после чрескожных коронарных вмешательств // Український терапевтичний журнал-— 2012-— № 2. — С.97-105.
- Волков В. И., Серик С. А., Сердобинская-Канивец Э. Н., Ченчик Т. А., Горб Ю. Г. Эффекты статинов при сердечной недостаточности у больных сахарным диабетом 2 типа в зависимости от уровня липопротеинсодержащих иммунных комплексов //Проблеми екологiчної та медичної генетики i клiнiчної iмунологiї. — 2012. — № 4.- С.286
- Волков  В. И.,   Исаева  А. С. Рациональная статинотерапия: точка зрения // Раціональна фармакотерапія  — 2018. — № 1(46) —. С. 5-12.

## Нагороди
- Заслужений діяч науки і техніки України (2001).
- Лауреат Премії ім. М. Д. Стражеска АМН СРСР (1983),
- Лауреат Премії П. І. Шатілова Харківського медичного товариства (1991).
- Нагороджений Почесними грамотами НАН України (2000) і АМН України (1999, 2000, 2003, 2006, 2007); Почесними грамотами Міністерства охорони здоров'я (2001, 2007), дипломом I ступеня ВДНГ УРСР (1984), срібною медаллю ВДНГ СРСР (1985) преміями АМН України (1999, 2000)